# Halogeniranje
Halogeniranje (halogenacija), kemijska reakcija kojom se atom nekog halogenog elementa uvodi u molekulu organskog spoja zamjenom za vodikov atom ili hidroksilnu skupinu, ili pak adicijom. Industrijski je najvažnija halogenacija kloriranje, tj. uvođenje klorova atoma u molekulu organskog spoja; spojevi dobiveni kloriranjem osnova su mnogih industrijskih proizvoda, kao npr. kemijskih (umjetnih) vlakana, polimernih materijala, pesticida, nekih otapala i dr.

## Reakcije aromatskih ugljikovodika s halogenom
Halogeni elementi mogu reagirati s aromatskim ugljikovodicima na tri načina:
1. Mogu se adirati na dvostruke veze jezgre, dajući produkte koji više nemaju aromatskih svojstava,
2. Mogu zamijeniti vodikove atome benzenske jezgre, dajući arilhalogenide,
3. Ako je prisutan alkil kao pobočni lanac, mogu zamijeniti vodikov atom iz pobočnog lanca, dajući aralkilhalogenide.

### Adicija halogena (HCH,666, C6H6Cl6)
Osvjetljavamo li smjesu benzena i klora (ili broma) zrakama kratke valne dužine, dolazi do adicije šest atoma halogena uz nastajanje smjese stereoizomernih heksaklorcikloheksana ili heksabromcikloheksana (benzenheksaklorida ili heksabromida).
Dobivanje heksaklorcikloheksana prvi je objavio Faraday 1825. u svojoj publikaciji o izolaciji benzena. Moguće je devet stereoizomera heksaklorcikloheksana, koji se podudaraju s devet inozitola.
Izolirano je međutim pet izomera, koji se označavaju s α, β, γ, δ i ε. Njihove konfiguracije utvrđene su elektronskom difrakcijom.
Otkrićem njihovih insekticidnih svojstava 1943.g., ova smjesa izomera dobila je veliku komercijalnu važnost. Tako je proizvodnja u USA iznosila 1955.g. preko 22 000 tona. Prema kratici njihova imena nazvani su HCH, ili 666 prema formuli C6H6Cl6. Zbog neugodna mirisa po plijesni pri većim koncentracijama mora se upotrebljavati u odgovarajućem razrjeđenju.
Insekticidna svojstva posjeduje samo γ-izomer, kojeg u smjesi ima samo 18%. Produkt se prodaje kao insekticid prema sadržaju γ-izomera nazvanog gameksan ili lindan (prema van der Lindenu, koji je utvrdio postojanje prvih četiriju izomera 1912). Čisti γ-izomer opisan je kao supstancija koja ne miriše po plijesni.
Grijanjem heksaklorida ili heksabromida s alkoholnom kalijevom lužinom otcjepljuju se tri mola halogenovodične kiseline, uz nastajanje 1,2,3-trihalobenzena (u formulama tih i drugih spojeva uobičajeno je da se ne označavaju veze između aromatskog prstena i tih supstituenata).

### Supstitucija u jezgri
Kad se aromatski ugljikovodici zagrijavaju s klorom (ili bromom) u prisutnosti željeza, dolazi do supstitucije vodika na jezgri, uz razvijanje halogenovodične kiseline.

Stvarni katalizator je željezni(III) klorid (ili željezni(III) bromid), koji nastaje djelovanjem halogena na željezo.

Bezvodni aluminijev korid (ili bromid) također su dobri katalizatori.
Tokom ovih reakcija dolazi do djelomične disupstitucije, tako da produkt sadrži također i smjesu orto- i para-, te vrlo malo meta- disupstituiranih izomera.
Uvođenjem jednog atoma halogena u benzensku jezgru otežava se zamjena drugog atoma vodika, tako da je odnos relativnih brzina supstitucije benzena prema klorbenzenu jednak 8,5 : 1. Iz toga slijedi da se reguliranjem količine halogena, trajanja reakcije i temperature može proizvesti prema želji uglavnom mono- ili polisupstituirane produkte. Obično se industrijski proces kloriranja vodi sve dok praktički ne izreagira sav benzen. Nastala smjesa sadrži oko 80% klorbenzena, 17% p-diklorbenzena, 2% o-diklorbenzena i 1% polisupstituiranih produkata.